# چوپان دروغگو (فیلم ۱۳۸۴)
چوپان دروغگو (فیلم) فیلمی به کارگردانی سیروس حسن پور و نویسندگی نغمه ثمینی، محمد رضایی‌راد ساختهٔ سال ۱۳۸۴ است.

## بازیگران
- نقی پوررضا
- مهیار پیکی
- مریم حسین پور
- مهرداد فیاض
- خدیجه رنج کش